# Consell Popular Caldeu-Siríac-Assiri
El Consell Popular Caldeu-Siríac-Assiri és una organització política assíria de l'Iraq. Es va fundar com Unitat Cristiana del Kurdistan i va obtenir representació al Parlament del Kurdistan en les eleccions del 1992 i el seu cap Sarkis Aghajan fou viceprimer ministre al govern regional. Posteriorment es va acostar cada vegada més al Partit Democràtic del Kurdistan (PDK) i va participar en les següents eleccions:
- A les constituents iraquianes del gener del 2005, a les parlamentàries del Kurdistan de la mateixa data i a les parlamentàries iraquianes del desembre del 2005 va participar dins la llista de l'Aliança Democràtica i Patriòtica del Kurdistan.
- A les eleccions a les governacions iraquianes el 2009 va formar part de la Llista Patriòtica Ishtar, patrocinada pel PDK.
- A les legislatives kurdes del 2009 va concórrer en una llista pròpia encoratjada pel PDK (per oposició al Zowaa, contrari a un territori assiri al Kurdistan) que va obtenir el 53% dels vots cristians i 3 diputats (Thair Abdahad Ogostin, Susan Yousif Khoshaba i Amer Jajo Yousif).
- I també va participar en llista pròpia a les parlamentàries iraquianes del 2010 obtenint 21.882 vots (29,9%) i dos diputats.